# OC&C
 (août 2018).
Si vous disposez d'ouvrages ou d'articles de référence ou si vous connaissez des sites web de qualité traitant du thème abordé ici, merci de compléter l'article en donnant les références utiles à sa vérifiabilité et en les liant à la section « Notes et références ».
OC&C Strategy Consultants est un cabinet de conseil en direction générale d'origine britannique, opérant principalement dans la grande distribution et les medias.

## Histoire
OC&C a été fondé à Londres en 1987 par Chris Outram et Geoff Cullinan, tous les deux anciens associés chez Booz Hallen & Hamilton. La même année, l’entreprise de conseil allemande « S&K und Partner » fondée à Düsseldorf par Gerd Schnetkamp et Hans-Dieter Kleinhueckelskoten, rejoint OC&C (ne pas confondre avec Simon-Kucher & Partners, le cabinet allemand en stratégies de croissance). Le bureau de Paris est ouvert en 1989 par Philippe Kaas (ancien McKinsey), qui quitte OC&C pour lancer le spin-off Diligence Partners. Suivront ensuite l’ouverture du bureau de Rotterdam en 1992 puis d’autres bureaux en Europe et aux États-Unis dans les années suivantes.  
Aux États-Unis, OC&C fusionne avec le cabinet Callidon à Boston en juin 2007.  
En 2015, Oliver Wyman annonce l'acquisition du bureau de Shanghai et de Boston. 
En 2016, EY annonce l'acquisition des bureaux de Bruxelles, Paris et Rotterdam. 
Plusieurs bureaux ont fermé ou ont quitté le réseau OC&C : Les bureaux de Boston et de Shanghai ont rejoint Oliver Wyman en 2015, les bureaux de Paris et Rotterdam ont rejoint le Big Four Ernst & Young en 2016, et le bureau d'Istanbul a fermé. 

## Informations économiques
OC&C Strategy Consultants dispose d'un réseau de bureaux dans 8 pays. Les bureaux de Londres et Düsseldorf sont les 2 principaux bureaux du réseau. 

## Liens Externes
Site officiel